# Sopot (gmina w Rumunii)
Sopot – gmina w Rumunii, w okręgu Dolj. Obejmuje miejscowości Bașcov, Beloț, Cernat, Pereni, Pietroaia, Sârsca i Sopot. W 2011 roku liczyła 1836 mieszkańców.